# Дельгадо, Марк
Ма́рко Анто́нио Дельга́до (англ. Marco Antonio Delgado; род. 16 мая 1995, Глендора, Калифорния, США), также известный как Ма́рк Дельга́до (англ. Mark Delgado) и Ма́рки Дельга́до (англ. Marky Delgado), — американский футболист, полузащитник клуба MLS «Лос-Анджелес». Выступал за сборную США.

## Клубная карьера
Дельгадо — воспитанник клуба MLS «Чивас США». 2 апреля 2012 года клуб подписал с ним контракт по правилу доморощенного игрока. Его профессиональный дебют состоялся 4 октября в матче против «Ванкувер Уайткэпс», в котором он вышел на замену на 73-й минуте. 18 мая 2014 года в поединке против «Далласа» он забил свой первый гол в профессиональной карьере.
После того как «Чивас США» был расформирован, 19 ноября 2014 года на драфте расформирования MLS Дельгадо был выбран клубом «Торонто». За «Торонто» он дебютировал 7 мая 2015 года в матче Первенства Канады против «Монреаль Импакт». 12 июля в поединке против «Нью-Йорк Сити» он забил свой первый гол за «Торонто». 18 октября 2016 года Дельгадо продлил контракт с «Торонто» на несколько лет. В сезоне 2017 он стал обладателем Кубка MLS.
21 января 2022 года Дельгадо был приобретён «Лос-Анджелес Гэлакси» за $400 тыс. в общих распределительных средствах, а также дополнительные $100 тыс. при условии достижения им определённых показателей, подписав с клубом трёхлетний контракт до конца сезона 2024 с опцией продления на сезон 2025. За «Лос-Анджелес Гэлакси» он дебютировал 27 февраля в матче стартового тура сезона 2022 против «Нью-Йорк Сити». 8 мая в матче против «Остина» он забил свой первый гол за «Лос-Анджелес Гэлакси». По окончании сезона 2024 «Гэлакси», ставший чемпионом Кубка MLS, активировал опцию продления контракта с Дельгадо на сезон 2025.
22 января 2025 года Дельгадо перешёл в ФК «Лос-Анджелес» за $400 тыс. в общих распределительных средствах. За «Лос-Анджелес» он дебютировал 18 февраля в первом матче первого раунда Кубка чемпионов КОНКАКАФ 2025 против «Колорадо Рэпидз». В ответном матче против «Колорадо» 25 февраля он забил свой первый гол за «Лос-Анджелес».

## Международная карьера
В 2015 году в составе молодёжной сборной США Дельгадо принял участие в молодёжном чемпионате мира в Новой Зеландии. На турнире он сыграл в матчах против команд Новой Зеландии, Мьянмы, Украины, Колумбии и Сербии.
27 марта 2018 года в товарищеском матче против сборной Парагвая Дельгадо дебютировал за сборную США.

## Достижения
«Торонто»
- Чемпион MLS (обладатель Кубка MLS): 2017
- Победитель регулярного чемпионата MLS: 2017
- Победитель Первенства Канады (3): 2016, 2017, 2018

«Лос-Анджелес Гэлакси»
- Чемпион MLS (обладатель Кубка MLS): 2024